# Grézieu-le-Marché
Grézieu-le-Marché är en kommun i departementet Rhône i regionen Auvergne-Rhône-Alpes i östra Frankrike. Kommunen ligger i kantonen Saint-Symphorien-sur-Coise som tillhör arrondissementet Lyon. År 2022 hade Grézieu-le-Marché 831 invånare.

## Befolkningsutveckling
Antalet invånare i kommunen Grézieu-le-Marché
| Referens: INSEE |